# Zvuk

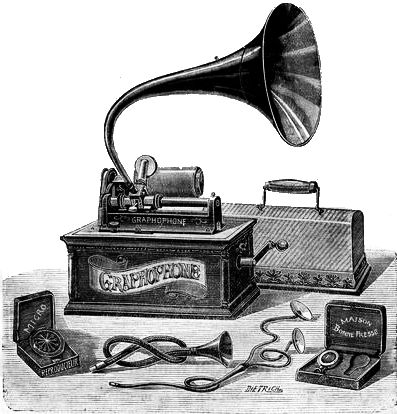
Fonograf – předchůdce gramofonu

Zvuk je mechanické vlnění v látkovém prostředí, které je schopno vyvolat sluchový vjem. Frekvence tohoto vlnění, které je člověk schopen vnímat, jsou značně individuální a leží v intervalu přibližně 16 Hz až 20 000 Hz. Mechanické vlnění mimo tento frekvenční rozsah sluchový vjem nevyvolává, přesto se někdy také označuje jako zvuk.
Frekvenci nižší než 16 Hz má infrazvuk, slyší jej např. sloni. Frekvenci vyšší než 20 kHz má ultrazvuk, který mohou vnímat např. psi, delfíni či netopýři. Děje, které jsou spojeny se vznikem zvuku, jeho šířením a vnímáním, se nazývají akustika a stejný název má i věda, která tyto děje zkoumá.

## Zdroje zvuku
Zdroj zvukového vlnění se stručně nazývá zdroj zvuku a hmotné prostředí, ve kterém se toto vlnění šíří, jeho vodič. Vodič zvuku, obyčejně vzduch, zprostředkuje spojení mezi zdrojem zvuku a jeho přijímačem (detektorem), kterým bývá v praxi ucho, mikrofon nebo snímač. Zvuky se šíří i kapalinami (např. vodou) a pevnými látkami (např. stěnami domu). Vzduchoprázdno, vakuum, je dokonalou zvukovou izolací.
Zdrojem zvuku může být každé chvějící se těleso. O vlnění v okolí zdroje zvuku však nerozhoduje jen jeho chvění, ale i okolnost, jestli je tento předmět dobrým nebo špatným zářičem zvuku. Tato jeho vlastnost závisí hlavně na jeho geometrickém tvaru. Struna napnutá mezi dvěma pevnými body není dobrým zářičem zvuku, protože při chvění struny vzniká přetlak ve směru jejího pohybu a současně na opačné straně podtlak. Tím se nejbližší okolí struny stává druhotným zdrojem dvou vlnění, která se šíří na všechny strany prakticky s opačnou fází, protože příčné rozměry struny jsou vzhledem na vlnovou délku zvukového vlnění vždy velmi malé. Tato dvě vlnění se interferencí ruší.
Zdrojem zvuku mohou být kromě těles kmitajících vlastními kmity i tělesa kmitající kmity vynucenými. K nim patří např. ozvučnice mnohých hudebních nástrojů, reproduktory, sluchátka a další zařízení pro generování nebo reprodukci zvuku.

## Vznik zvuku
Zvuk vzniká různými způsoby, nejčastěji: 
1. úderem (např. hra na buben, klavír)
2. drnkáním (např. hra na harfu)
3. smýkáním (např. hra na housle)
4. rychlým pohybem (např. úder bičem)
5. prouděním vzduchu okolo ostré hrany (např. hra na flétnu)
6. prudkou změnou tlaku (např. zatřepání a otevření limonády [„Pssst“])

Většina těchto způsobů má praktické využití u hudebních nástrojů.

## Tón a hluk
Zvuky můžeme rozdělit na tóny a hluky. Tóny bývají označovány jako zvuky hudební, hluky jako zvuky nehudební. Tóny vznikají při pravidelném, v čase přibližně periodicky probíhajícím pohybu – kmitání. Při jejich poslechu vzniká v uchu vjem zvuku určité výšky, proto se tónů využívá v hudbě. Zdrojem tónů mohou být například lidské hlasivky nebo různé hudební nástroje. Jako hluky označujeme nepravidelné vlnění vznikající jako složité nepravidelné kmitání těles nebo krátké nepravidelné rozruchy (srážka dvou těles, výstřel, přeskočení elektrické jiskry apod.). I hluky jsou využívány v hudbě, neboť k nim patří i zvuky mnoha hudebních nástrojů, především bicích.
Každý zvuk se vyznačuje svojí fyzikální intenzitou, odpovídající veličina se nazývá hladina intenzity zvuku a bývá udávaná v dB. Intenzitě odpovídá fyziologická veličina hlasitost. Druhou fyzikální veličinou je frekvence, které odpovídá výška tónu. Třetí základní vlastností zvuku je průběh kmitání, ovlivňující jeho zabarvení. Trvání zvuku v čase určuje jeho délku.

## Lidské vnímání zvuku
Lidské vnímání zvuku je velice složitý proces.

### Frekvenční rozsah

Diagram typů zvuků

Frekvenční rozsah zvuku, který většina lidí vnímá, začíná kolem 16 Hz a dosahuje k {\displaystyle {\rm {16\,000\,Hz=16\,kHz}}} (teoreticky je oblast slyšitelnosti 16 Hz – 20 kHz). S rostoucím věkem horní hranice výrazně klesá. Nejvýznamnější rozsah je 2–4 kHz, který je nejdůležitější pro srozumitelnost řeči a na nějž je lidské ucho nejcitlivější. Nejvyšší informační hodnota řeči je přenášena v pásmu 0,5–2 kHz.

### Dynamický rozsah
Dynamický rozsah lidského ucha (rozdíl mezi nejhlasitějším a nejtišším vnímatelným zvukem) je uprostřed slyšitelného frekvenčního pásma asi 120 dB. Na okrajích pásma je mnohem menší.

### Rozlišování frekvence
Schopnost rozlišit frekvence tónů se u každého člověka liší a je frekvenčně závislá. Uprostřed slyšitelného frekvenčního pásma za ideálních podmínek lze rozlišit změnu frekvence o několik centů. Na okrajích pásma je rozlišovací schopnost výrazně nižší.

### Frekvenční maskování
Schopnost odlišit dva frekvenčně blízké tóny je ovlivněna frekvenčním maskováním. Pokud znějí dva tóny současně, může jeden z nich potlačit slyšitelnost toho druhého. Tato neschopnost slyšet oba současné tóny se nazývá frekvenční maskování. Maximální úroveň maskovaného signálu je závislá na frekvenční vzdálenosti a úrovni maskujícího signálu. Maskovací schopnost je též závislá na frekvenci maskujícího tónu.
Vnímání tónů s blízkými frekvencemi je ovlivněno šířkou kritického pásma. To má na nejnižších frekvencích velikost kolem 100 Hz, zatímco na nejvyšších frekvencích dosahuje až 4 kHz.
Maskování se využívá u některých algoritmů pro kompresi zvukových dat, např. MP3, Ogg Vorbis nebo ATRAC.

### Časové maskování
Pokud po hlasitém tónu následuje stejný tón s menší hlasitostí, je jeho vnímání potlačeno. Potlačen může být i tichý tón předcházející maskovacímu tónu.

## Zvukové vlnění
Zvuková vlna je dána periodickým stlačováním a rozpínáním hmotného prostředí, v němž postupuje rychlostí závislou na okamžitých fyzikálních podmínkách (např. tlak, teplota, vlhkost). Zvukové vlny se šíří různými prostředími různou rychlostí, čímž se zeslabují. Zvuk se šíří podélným vlněním, při kterém kmitají jednotlivé částice prostředí uspořádaně kolem středních poloh. Vychýlení u objemového elementu prostředí ze střední polohy při vlnění nazýváme akustickou (zvukovou) výchylkou. Akustickou výchylku lze matematicky zapsat:
{\displaystyle u=A\sin \omega \left(t-{\frac {x}{v_{z}}}\right),}
kde {\displaystyle A} je amplituda akustické výchylky a {\displaystyle v_{z}} je rychlost zvuku.
Neabsorbuje-li se rovinná vlna s rostoucí vzdáleností od zvukového zdroje, má amplituda akustické výchylky konstantní hodnotu. Proměnná rychlost {\displaystyle v_{a}}, kterou uspořádaně kmitají částice kolem svých středních poloh, se nazývá akustická (zvuková) rychlost. Tu lze vyjádřit vztahem:
{\displaystyle v_{a}=A\omega \cos \omega \left(t-{\frac {x}{v_{z}}}\right),}
kde {\displaystyle A\omega } je amplituda akustické rychlosti.
Příčinou zrychlení objemového elementu, je změna akustického tlaku, pro který platí:
{\displaystyle p_{a}=p_{0}\cos \omega \left(t-{\frac {x}{v_{z}}}\right),}
kde {\displaystyle p_{0}=\delta \cdot v_{z}\cdot \omega \cdot A} je amplituda akustického tlaku.

## Záznam a reprodukce zvuku
Jako první zaznamenal zvukovou stopu Thomas Alva Edison pomocí fonografu. Fonografový válec na který byl zvuk zaznamenáván byl ale z vosku a nevydržel hrát moc dlouho. Roku 1895 přišel Emile Berliner s gramofonem poháněným klikou. Později byl gramofon poháněn elektrickým proudem a dala se u něj zvyšovat hlasitost.

## Rychlost zvuku
Rychlost zvuku není konstantní, závisí na teplotě prostředí, vlhkosti, a dalších fyzikálních parametrech. Závislost rychlosti zvuku ve vzduchu lze matematicky zapsat
{\displaystyle v=\left(331,82+0,61\,t\right)\mathrm {m\cdot s} ^{-1}}
kde {\displaystyle v} je rychlost zvuku, {\displaystyle t} je teplota ve stupních Celsia. Ve vzduchu je za standardních podmínek rychlost zvuku zhruba {\displaystyle \mathrm {340\,m\cdot s^{-1}} }.

## Vlastnosti zvuku
Jako vlastnostmi zvuku se uvádí výška, barva, hlasitost (intenzita).

### Výška zvuku
Výška zvuku je dána jeho frekvencí, čím vyšší je frekvence, tím je vyšší výška. U jednoduchých tónů s harmonickým průběhem určuje jejich frekvence absolutní výšku tónu. Absolutní výška tónu se měří přístroji pro měření zvukových frekvencí, za obvyklých podmínek ji nelze určit sluchem. Pro subjektivní hodnocení zvuku je důležitější relativní výška tónu, což je podíl frekvence daného tónu vůči frekvenci referenčního tónu. Hudební akustika určuje jako základní tón 440 Hz, v technické praxi se jako základní (referenční) tón udává 1000 Hz (jeden kilohertz).
U zvuků s neharmonickým průběhem (složené tóny) je určení výšky obtížnější, mnohdy základní výška tónu odpovídá složce s nejmenší frekvencí.

### Barva zvuku
Zvuky se i při stejné výšce tónu mohou lišit odlišným zabarvením. Barva zvuku je určena jeho spektrem - frekvencemi vyšších harmonických tónů ve složeném tónu a jejich amplitudami a fázemi. Sluchem podle barvy zvuku rozeznáváme hudební nástroje a hlasy lidí.
Periodické zvuky – tóny – jsou tvořeny složkami jejichž frekvence jsou celistvé násobky frekvence základního tónu – vyšší harmonické frekvence či alikvotní tóny. Má-li harmonická frekvence dvojnásobný počet kmitů proti kmitu základnímu, jde o druhou harmonickou atd. Obecně platí, že tón zní tím ostřeji – drsněji, čím je energie harmonických frekvencí větší, tím „kulatěji“, čím je energie harmonických nižší. Obecně platí, že liché násobky základního kmitočtu zvuk „zostřují/ochlazují“ (např. u žesťových hudebních nástrojů), sudé násobky základní harmonické frekvence zvuk „zjemňují/oteplují“ (např. dřevěné dechové nástroje).
Některé hudební nástroje vydávají doprovodné zvuky o frekvencích, které nejsou v harmonickém poměru ke frekvenci tónů základních.

### Hlasitost a intenzita zvuku
Hlasitost zvuku je subjektivní veličina. Je závislá na velikosti akustického tlaku {\displaystyle p}, kterým zvukové vlnění působí na sluch (tj. proměnné složky tlaku).
Odpovídající měřitelnou veličinou je hladina akustického tlaku {\displaystyle L_{p}}. Protože slyšitelný rozsah vjemů přesahuje sedm dekadických řádů hodnot této veličiny, užívá se pro ni logaritmického vyjádření v jednotkách decibel:
{\displaystyle L_{p}=20\log {\frac {p}{p_{0}}}},
kde p0 je smluvní vztažná hodnota akustického tlaku, označovaná často jako práh slyšení: {\displaystyle p_{0}=2\cdot 10^{-5}\,\mathrm {Pa} =20\,\mathrm {\mu Pa} }
Dynamika lidského sluchu – od prahu slyšení po práh bolesti – je 120 až 125 dB. Při vysokých intenzitách může dojít k poškození sluchu.
Při stejné hodnotě akustického tlaku je subjektivně vnímaná hlasitost zvuku o různých frekvencích rozdílná. Pro přiblížení měřitelné veličiny subjektivnímu vjemu hlasitosti bez závislosti na frekvenci se užívá smluvních váhových křivek, které respektují „frekvenční charakteristiku“ lidského sluchu. Mezinárodně byly definovány čtyři takové křivky označované {\displaystyle A}, {\displaystyle B}, {\displaystyle C} a {\displaystyle D}. V současnosti je hygienickými předpisy a technickými normami převážně vyžadováno užívání váhové křivky {\displaystyle A}, která se nejlépe osvědčila (pro specifické účely někdy ještě křivky {\displaystyle C}). Hodnoty hladiny akustického tlaku (ať naměřené či požadované mezní) upravené („filtrované“) váhovou křivkou se udávají v jednotkách označovaných dB(A) resp. dB(C). Moderní zvukoměrné přístroje mají funkci vážení vestavěnou – obvykle lze volit mezi lineárním hodnocením, vážením křivkou {\displaystyle A} a křivkou {\displaystyle C}. Průběh křivky {\displaystyle A} je takový, že frekvenci 1 kHz odpovídá korekce 0 dB, frekvenci 250 Hz korekce -10 dB, největší váha (kladné korekce) se přisuzuje frekvencím okolo 2500 Hz.
Hodnocení hlasitosti pomocí hladiny akustického tlaku vážené podle křivky {\displaystyle A} vytlačilo dříve užívanou jednotku hlasitosti fón (Ph). Ve fónové stupnici byly hladiny hlasitosti stanovovány subjektivním porovnáváním.
Intenzita zvuku I je definována jako zvuková energie dopadající na jednotku plochy za jednotku času, tedy akustický výkon na jednotku plochy:
{\displaystyle I={\frac {E}{S\cdot t}}.}
Hladina intenzity zvuku {\displaystyle L} je veličina udávající intenzitu zvuku v jednotkách decibel:
{\displaystyle L=10\log {\frac {I}{I_{0}}}},
kde {\displaystyle I_{0}} je smluvní vztažná hodnota intenzity: {\displaystyle I_{0}=10^{-12}\;\mathrm {W\cdot m^{-2}} }.

## Dopplerův jev
Dopplerův jev nastává při relativním pohybu zdroje zvuku a pozorovatele, který zvuk přicházející od zdroje vnímá. Pozorovatel slyší zvuky jiné frekvence, než je frekvence zdroje. Vyšší, když se zdroj zvuku a přijímač zvuku přibližují, a nižší, pokud se zdroj zvuku a přijímač zvuku navzájem vzdalují.

## Ochrana před hlukem
Pobyt v hlučném prostředí má špatný vliv na zdraví člověka, na jeho pracovní výkon a pozornost. Člověk není schopný se na nadměrný hluk adaptovat. Proto jsou v pracovním i mimopracovním prostředí přijímána specifická opatření k ochraně osob před nadměrným hlukem. Často se problémy s hlukem řeší pomocí izolace vhodnými pórovitými látkami (plst, koberec, vakuové vrstvy apod.)

### Ochrana před hlukem v pracovním prostředí
- odstranění zdrojů hluku nebo podstatné snížení vyvolávaného hluku
- náhrada hlučného zařízení méně hlučným (inovace)
- uzavření zdroje hluku vhodným krytem
- oddělení exponovaného pracovníka od zdroje hluku
- používání vhodných osobních ochranných pomůcek
- zkrácení doby pobytu v hlučném prostředí

### Negativní vlivy na zdraví člověka v souvislosti se zvukem
Negativní vliv na zdraví mají četné návštěvy diskoték a dalších hlasitých hudebních představení, také vysoká hlasitost elektronických zařízení. Škodlivé jsou hlučné činnosti v malém prostoru (odrazem hluku od stěn se zvyšuje jeho hladina zvuku). Rušivě působí hlučné činnosti (vrtání, opravy v bytě, vysávání apod.) v noční dobu..
Velmi hlučné bývají některé druhy dopravy, například železniční doprava, letecká doprava v blízkosti letiště apod. Mezi velmi hlučná místa obvykle patří velké průmyslové provozy v těžkém průmyslu (hutě, slévárny, válcovny apod.).